# Заводська (зупинний пункт, Південна залізниця)
Заводська́ — пасажирський залізничний зупинний пункт Харківської дирекції Південної залізниці на перетині електрифікованих ліній Мерефа — Лозова та Берестин — Лозова між станціями Панютине (3 км), Орілька (23 км) та Лозова (2 км). Розташований на північному заході міста Лозова Лозівського району Харківської області. Поруч із зупинним пунктом знаходиться Лозівський ковальсько-механічний завод.

## Пасажирське сполучення
На платформі Заводська зупиняються приміські електропоїзди сполучення  Харків — Лозова / Гусарівка, Дубове та Полтава — Лозова.